# 211 - Rapina in corso
211 - Rapina in corso (211) è un film del 2018 diretto da York Shackleton.
Il film, di produzione statunitense, è ispirato ad una rapina vera, nota come sparatoria di North Hollywood.

## Trama
Afghanistan. Tre, Rob, Luke e Hyde, quattro spietati criminali ex-militari ben addestrati, costringono un boss a farsi rivelare dove si trova il denaro che valeva come loro paga, il quale si trova in diverse banche, tra cui quella di Chesterford, una città immaginaria del Massachusetts, la cui banca ha un acconto di 1.3 milioni di dollari. A Kabul in quello stesso stato, l'agente dell'Interpol Rossi tenta di acciuffare un venditore di opere d'arte contraffatte, ma viene interrotta dalla notizia del crimine causato dai mercenari. Saputo questo, Rossi, tornata in America, chiede informazioni a un venditore d'armi, che si rivela amico dei mercenari, e che le dà l'indirizzo di un magazzino.
Intanto, a Chesterford, il ragazzino di colore Kenny Ralston si difende dai bulli che lo perseguitano, tuttavia il vicepreside lo richiama insieme alla madre Shawnee, un'infermiera, nel suo ufficio, dove propone un patto: Kenny rimarrà nella scuola dove studia a patto che assista una squadra di polizia. In quella squadra opera Mike Chandler, che ha perso la moglie morta di cancro e si trova in pessimi rapporti con la figlia Lisa a causa dei suoi problemi nell'esprimere le sue emozioni. Mike stesso scopre da Steve, suo compagno e marito di Lisa, che quest'ultima aspetta un figlio da lui.
Mike e Steve arrivano alla stazione di servizio per svolgere il loro lavoro, vengono raggiunti anche da Kenny e, a seguito di una chiamata dal loro QG, tengono sotto tiro un sospetto, filmati da Kenny col suo smartphone. A questo punto, i quattro mercenari mettono in atto il loro piano: Tre, Rob e Luke irrompono armati nella banca e trasformano le 29 persone all'interno, tra impiegati e clienti, in ostaggi, mentre Hyde, che funge da palo, fa esplodere il bar nei pressi della banca tramite una telefonata rivelatasi un IED, allo scopo di distrarre le forze dell'ordine il più possibile. Proprio vicino al bar, Mike, Steve e Kenny si erano accorti della Escalade nera parcheggiata nella zona rossa vicino alla banca, e quando i tre avevano deciso di investigare, Hyde riceve l'ordine e fa la telefonata che fa esplodere il bar.
La polizia converge sul luogo dell'esplosione, così come Rossi accompagnata da Horst, capitano della SWAT, ma Kenny, Mike e Steve decidono di rimanere nei pressi della banca. Hyde apre il fuoco contro di loro, ma, dopo aver ferito Steve che era prima riuscito a salvare sé stesso e Kenny, viene poi ucciso nello scontro a fuoco che segue da Mike stesso. Luke interviene e tenta di uccidere Mike, ma riesce solo a far fuori altri due ufficiali. Steve, ferito gravemente, viene portato via, in pericolo di vita, mentre Kenny riesce a ricaricare la batteria del suo telefono con quella di una macchina e a chiamare la madre. Intanto, nella banca, Tre uccide il direttore e poi fa liberare gli ostaggi, ma Horst scopre che uno di loro porta dell'esplosivo improvvisato con sé, e muore riuscendo però a proteggere gli ostaggi.
Rob viene ucciso dalla SWAT mentre tenta di coprire la sua fuga, seguito dal compagno Luke alla porta della banca; ormai unico sopravvissuto tra i mercenari, Tre spara alla cieca nel tentativo di uccidere Mike, e dopo avergli ucciso il compagno Hanson, un poliziotto che lavora con lui al distretto, riesce a ferirlo, ma viene prima colpito da Kenny con la pistola di Hanson, e poi ucciso da Rossi con la propria. Finito tutto, Mike e Kenny vengono raggiunti da figlia e madre rispettivamente.
Un anno dopo, Mike arriva di corsa a casa, e viene accolto da una festa di compleanno, dove sono presenti anche Steve, la nipotina nata da Lisa e anche Kenny, a cui Mike chiede il telefono per fare delle foto.

## Produzione
Il film è stato girato a Sofia, Bulgaria. Il 27 gennaio 2017, l'attore Nicolas Cage entrò nel cast del film.

## Distribuzione
Il film è stato distribuito nelle sale cinematografiche statunitensi l'8 giugno 2018, mentre in quelle italiane il 14 giugno 2018.

## Accoglienza
Il film è stato stroncato dalla critica. Sull'aggregatore di recensioni Rotten Tomatoes ha un indice di gradimento del 5% con un voto medio del 2,4 su 10, basato su 20 recensioni, mentre su Metacritic ha un punteggio di 21 su 100, basato su 8 recensioni.